# Broadlands (Illinois)
Broadlands – wieś w Stanach Zjednoczonych, w stanie Illinois, w hrabstwie Champaign.